# Der Rhein und Das Lied von der Elbe
Albums de Mireille Mathieu
Das neue Schlageralbum
(1978) Alle Kinder dieser Erde
(1978)
Der Rhein und Das Lied von der Elbe est un album allemand de la chanteuse française Mireille Mathieu sorti en Allemagne en 1978.

## Chansons de l'album
- Face 1 (Der Rhein)

1. Ursprung und Via Mala (Georges Buschor/Christian Bruhn)
2. Ein Tag am Bodensee (Georges Buschor/Christian Bruhn)
3. Der Rheinfall von Schaffhausen (Georges Buschor/Christian Bruhn)
4. Straßburg (Georges Buschor/Christian Bruhn)
5. Ober und Mittelrhein (Tanz mit mir) (Georges Buschor/Christian Bruhn)
6. Industriegebiet (Georges Buschor/Christian Bruhn)
7. Hochzeit am Niederrhein (Georges Buschor/Christian Bruhn)
8. Die Mündung (Georges Buschor/Christian Bruhn)

- Face 2 (Das Lied von der Elbe)

1. Quellengeriesel (James Krüss/Christian Bruhn)
2. Ins Tal (James Krüss/Christian Bruhn)
3. Tälerromanze (James Krüss/Christian Bruhn)
4. Durchs weite Land (James Krüss/Christian Bruhn)
5. Ins Meer (Sing, Seemann, sing) (James Krüss/Christian Bruhn)